# Bugar
Bugar (szerbül: Бихаћ) falu Bosznia-Hercegovinában, Bihács községben, a Bosznia-hercegovinai Föderáció Una-Szanai kantonjában. 

## Fekvése
Bihácstól légvonalban 16, közúton 20 km-re északnyugatra, a horvát határt képező Korana mellett fekszik. Az Una-Szanai kanton és egyben egész Bosznia-Hercegovina legnyugatiubb települése. A karsztsíkság azon részén fekszik, ahol a Korana szűk szurdokvölgye Horvátország és Bosznia határává válik. Rujnicától a falut a Gatica-patak völgye választja el. A falu főleg családi alapon szerveződött házcsoportokra tagolódik, melyek víznyelők és völgyek körül fekszenek szétszórva. A település a következő részekre oszlik: Gradina, Bugar Ponor, Zivulja és Sanac.

## Népessége
| Nemzetiségi csoport | Népesség 1991 | Népesség 2013 |
| ------------------- | ------------- | ------------- |
| Szerb               | 104           | 0             |
| Bosnyák             | 71            | 34            |
| Horvát              | 10            | 2             |
| Jugoszláv           | 0             | 0             |
| Egyéb               | 1             | 3             |
| Összesen            | 186           | 39            |

## Története
A falu nevét a közeli hegyről és az azonos nevű erődről kapta. A helyiek szerint a szomszédos Rujnicán a Crnjina Pećina nevű helyen is ősi vár állhatott, ahol a helyiek háborús sáncokat véltek találni, de többet nem lehet róla tudni. A falu határában a koranaparti Gradina nevű helyen épületek nyomai találhatók, ahol római téglákat is találtak. Úgy tűnik, hogy ezek az építmények még a középkorban is használatban voltak. Amikor a falu betelepült és kiirtották az erdőket, a földek termékenyek voltak, így főleg kölest termeltek. Amikor azonban huzamosabb ideig szántották, a föld kezdett kevésbé termékeny lenni, mely a lakosság elszegényedéséhez vezetett. Sokan távolabbi vidékekre és Amerikába mentek pénzt keresni és a lakosság száma lecsökkent. A telepesek délről, Ravni kotar felől jöttek és a hagyomány úgy tartja, hogy közülük származik a szerb nemzeti hős, Stojan Janković, a törökellenes felszabadító harcok hőse.
A második világháború alatt a faluban az usztasák összeszedték az összes fiatal lányt, bezárták őket az iskolába, és ott „egész nap erőszakolták őket és orgiákat tartottak”. Amikor közeledett az éjszaka, az usztasák elhagyták a falut, majd jöttek a parasztok, és kiengedték a lányokat az iskolából." A falu szerb lakossága a boszniai háború végén elmenekült, így lakossága a töredékére csökkent, melynek túlnyomó többségét ma már bosnyákok alkotják.

## Nevezetességei
Északi határában a Korana melletti dombon, a Gradina nevű helyen találhatók. Az ovális alakú domb tetején, körben most is láthatók a védőfalak maradványai. Délkeleti oldalán két hengeres torony alapfala található, míg a bejárat a romok alapján, a délnyugati oldalon volt. A kaputorony mellett a két oldalon egy-egy hengeres bástya állt. Ugyancsak láthatók az egykori belső és külsővárt elválasztó fal maradványai. Ennek a falnak a déli végén találhatók a harmadik torony alapfalai. Az északkelet-délnyugati tájolású ovális erődítmény a maradványok alapján 158 méter hosszú, és mintegy 50 méter széles volt. A belső váron belül egy négyszögletes alaprajzú épület maradványai is találhatók, melynek északi oldalán félköríves apszis volt. Ezt a 14 méter hosszúságú építményt a néphit keresztény templom maradványának tartja. Az építmény alapfalában és környezetében számos római tégla került elő. Ez azt jelentené, hogy egy római épület állt itt, melyet megerősíteni látszik, hogy Bugar nevű várat sehol sem elmítenek a középkori források. A maradványokban súlyos károkat okoztak az 1992-ben végzett katonai erődítési munkálatok, melyek a domb északi részét érintették.